# Partit Democràtic Laborista de Lituània
El Partit Democràtic Laborista Lituà (lituà Lietuvos Demokratinė Darbo Partija, LDDP) fou un partit polític de Lituània d'ideologia socialdemòcrata. Fou creat el setembre del 1990 com a escissió nacionalista del Partit Comunista de Lituània, secció lituana del Partit Comunista de la Unió Soviètica. El seu cap fou Algirdas Brazauskas fins que fou nomenat president de Lituània. El va substituir Adolfas Šleževičius, qui també va exercir com a primer ministre de Lituània. Quan Šleževičius fou acusat de corrupció fou substituït per Česlovas Juršėnas. La seva organització jovenil era la Unió de la Joventut Laborista Lituana (Lietuvos Leboristų Jaunimo Unija).
El LDDP va guanyar les eleccions legislatives lituanes de 1992, amb el 43% dels vots i 73 escons al Seimas.
De cara a les eleccions legislatives lituanes de 2000 el LDDP es va presentar en coalició amb el Partit Socialdemòcrata de Lituània. El partit fusionat va prendre el nom de socialdemòcrata, però estava encapçalat per Algirdas Brazauskas i dominat per antics membres del LDDP. La coalició va guanyar les eleccions legislatives lituanes de 2000 però es va formar un govern de coalició encapçalat per Rolandas Paksas de la Unió Liberal de Lituània. Paksas va dimitir el 20 de juny de 2001 després del trencament de la coalició de liberals i els social-liberals de la Nova Unió, i Brazauskas va ser designat Primer Ministre pel Parlament, ocupà el càrrec del 3 de juliol de 2001. A les eleccions legislatives lituanes de 2004 el LDDP va obtenir 20 escons de 141 al Seimas i governà fins a l'1 de juny de 2006, quan el seu govern va renunciar com a president Valdas Adamkus va manifestar la seva manca de confiança en dos dels ministres del Partit del Treball, col·lapsant el govern.

## Resultats electorals

### Seimas
| Any  | Líder               | Vots    | %         | Escons   | +/– | Govern   |
| ---- | ------------------- | ------- | --------- | -------- | --- | -------- |
| 1992 | Algirdas Brazauskas | 817,331 | 43.9 (#1) | 76 / 141 | 76  | Majoria  |
| 1996 | Česlovas Juršėnas   | 130,837 | 10.0 (#3) | 12 / 141 | 64  | Oposició |
| 2000 | Algirdas Brazauskas | 457,294 | 31.1 (#1) | 26 / 141 | 14  | Oposició |

## Presidents
| # | Foto | President           | Mandat      |
| - | ---- | ------------------- | ----------- |
| 1 |      | Algirdas Brazauskas | 1990 – 1993 |
| 2 |      | Adolfas Šleževičius | 1993 – 1996 |
| 3 |      | Česlovas Juršėnas   | 1996 – 2001 |